# باغ حیدرزاده
باغ حیدرزاده که ملک شخصی محمدعلی حیدرزاده -از مشروطه‌خواهان تبریز- بوده، پیش از انجام اصلاحات ارضی در دوران پهلوی، بخش شمالی بلوار ۲۹ بهمن شهر تبریز را شامل می‌شده‌است. در آن زمان، جاده‌ای فرعی که از بخش جنوبی این باغ می‌گذشته، مرکز شهر را به دروازهٔ تهران متصل می‌نموده که در ضلع شمالی آن باغ حیدرزاده و در ضلع جنوبی‌اش باغ پیکریه قرار گرفته بود.
پس از انجام اصلاحات ارضی، باغ حیدرزاده به قطعه‌های مختلف با کاربری‌های گوناگون تفکیک شده و نهادها و تأسیسات مهم شهری نظیر ادارهٔ آب منطقه‌ای، ادارهٔ بازرگانی، ادارهٔ کشاورزی، ادارهٔ مترو، بانک کشاورزی و مدرسهٔ عالی علوم اسلامی در محل این باغ مستقر شدند.